# Fire (píseň, Scooter)
Fire (Oheň) je píseň německé skupiny Scooter z alba Age Of Love z roku 1997. Jako singl vyšla píseň v roce 1997. Ve skladbě byl použit zvuk elektrické kytary. Čtyři týdny po vydání se singl stal, s 250 000 prodanými kopiemi, zlatým. Vyšel také jako limitovaná edice, který obsahoval bonusovou skladbu nahranou živě v Belfastu a dvě samolepky.

## Seznam skladeb
1. Fire – (3:31)
2. Fire (Extended Emergency) – (5:10)
3. Fire (Choir Dance) – (4:19)
4. Fire (Dub 1) – (4:59)

## Seznam skladeb (limitovaná edice)
1. Fire – (3:31)
2. Fire (Extended Emergency) – (5:10)
3. Fire (Choir Dance) – (4:19)
4. Fire (Dub 1) – (4:59)
5. Hyper Hyper (Live) – (5:02)

## Umístění ve světě
| Hitparáda | Umístění |
| --------- | -------- |
| Švýcarsko | 11       |
| Rakousko  | 5        |
| Finsko    | 1        |
| Švédsko   | 7        |